# Daniel Waszkiewicz
Daniel Dymitr Waszkiewicz (ur. 7 stycznia 1957 w Chocianowie) – polski piłkarz ręczny, olimpijczyk, trener, od 2017 szkoleniowiec Azotów-Puławy.

## Życiorys
Ukończył I Liceum Ogólnokształcące w Legnicy (1975) oraz Akademię Wychowania Fizycznego w Gdańsku (1991).
Jako piłkarz ręczny grał na pozycji rozgrywającego. W seniorskiej reprezentacji Polski rozegrał 214 oficjalnych spotkań międzypaństwowych, zdobywając w nich 705 bramek. Otrzymał brązowy medal podczas mistrzostw świata w 1982 w RFN, był także 6. na mistrzostwach świata w 1978 w Danii oraz 7. na igrzyskach olimpijskich w 1980 w Moskwie. Podczas zawodów Przyjaźń-84 wraz z reprezentacją został nagrodzony brązowym medalem.
Był sześciokrotnym mistrzem Polski: w 1977 i 1978 ze Śląskiem Wrocław oraz w 1984, 1985, 1986 i 1987 z Wybrzeżem Gdańsk. Trzykrotnie wystąpił w finale Pucharu Europy (1978, 1986, 1987).
W polskiej lidze reprezentował barwy Miedzi Legnica (której jest wychowankiem), Śląska Wrocław i Wybrzeża Gdańsk.
Po zakończeniu gry w Polsce występował w RFN (wicemistrzostwo kraju w 1989), gdzie później został trenerem. Po powrocie do kraju pracował m.in. ze swoim dawnym klubem – Wybrzeżem Gdańsk, z którym zdobył dwa tytuły mistrza Polski (2000, 2001). Do kwietnia 2012 był asystentem trenera reprezentacji Polski Bogdana Wenty z którym prowadził reprezentację w 187 meczach (104 zwycięstwa, 18 remisów, 65 porażek).
5 lutego 2007, za wybitne zasługi dla rozwoju polskiego sportu, za osiągnięcia w pracy szkoleniowej, został odznaczony Krzyżem Kawalerskim Orderu Odrodzenia Polski.
W kwietniu 2012 otrzymał od zarządu Związku Piłki Ręcznej w Polsce (razem z Damianem Wleklakiem) propozycję prowadzenia reprezentacji Polski mężczyzn w dwumeczu z Litwą w ramach eliminacji do mistrzostw świata. Trenerem reprezentacji Polski był od kwietnia do września 2012.